# Siarhiej Amieljanczuk
Siarhiej Piatrowicz Amieljanczuk (biał. Сяргей Пятровіч Амельянчук, ros. Сергей Петрович Омельянчук, Siergiej Pietrowicz Omieljanczuk; ur. 8 sierpnia 1980 w Homlu) – białoruski piłkarz rosyjskiego pochodzenia występujący na pozycji obrońcy, reprezentant Białorusi w latach 2002–2011.

## Kariera klubowa
Wychowanek akademii FK Homel. Następnie reprezentował barwy RWAR Mińsk oraz Tarpiedy-MAZ Mińsk. W pierwszym sezonie w Tarpiedzie nie rozegrał żadnego spotkania, będąc wypożyczonym do Realu Mińsk, ale w następnym roku był już podstawowym zawodnikiem swojego klubu. Po trzech latach gry wyjechał do Polski, gdzie grał w Legii Warszawa. Debiut w naszej lidze zaliczył 11 marca 2001 w przegranym spotkaniu z Zagłębiem Lubin 1:3. W sezonie 2001/02 zdobył z Legią Warszawa Mistrzostwo Polski i Puchar Ligi. W połowie sezonu 2002/03 odszedł do ukraińskiego Arsenału Kijów. W Kijowie był wyróżniającym się zawodnikiem, więc po dwóch latach odszedł do Lokomotiwu Moskwa (Priemjer-Liga). Tu nie wiodło mu się jednak najlepiej, więc po roku został oddany do słabszego Szynnika Jarosław. Wraz z zespołem spadł do II ligi, lecz Białorusin prezentował się przyzwoicie i na jego wykupienie zdecydował się pierwszoligowy FK Rostów. W 2008 roku odszedł do Tereka Grozny, gdzie zaliczył 96 ligowych występów, w których zdobył 1 bramkę.

## Kariera reprezentacyjna
W latach 2002–2011 Amieljanczuk był podstawowym zawodnikiem reprezentacji Białorusi. Rozegrał w niej 74 meczów i strzelił jednego gola.

### Bramki w reprezentacji
| Lp. | Data                | Miejsce                     | Przeciwnik | Bramka | Rezultat | Ranga meczu                       |
| --- | ------------------- | --------------------------- | ---------- | ------ | -------- | --------------------------------- |
| 1.  | 9 października 2004 | Stadion Dynama Mińsk, Mińsk | Mołdawia   | 1:0    | 4:0      | Eliminacje Mistrzostw Świata 2006 |

## Sukcesy
Lokomotiw Moskwa
- Superpuchar Rosji: 2005

Legia Warszawa
- mistrzostwo Polski: 2001/02
- Puchar Ligi: 2001/02